# 张岩 (明朝官员)
張巖（？—？），浙江紹興府上虞縣人，明朝政治人物。

## 生平
景泰年間，任泉州府知府，為官廉潔清正。後因得罪權貴，被逮捕，之後釋放，改任荊州府知府。